# 射影空间

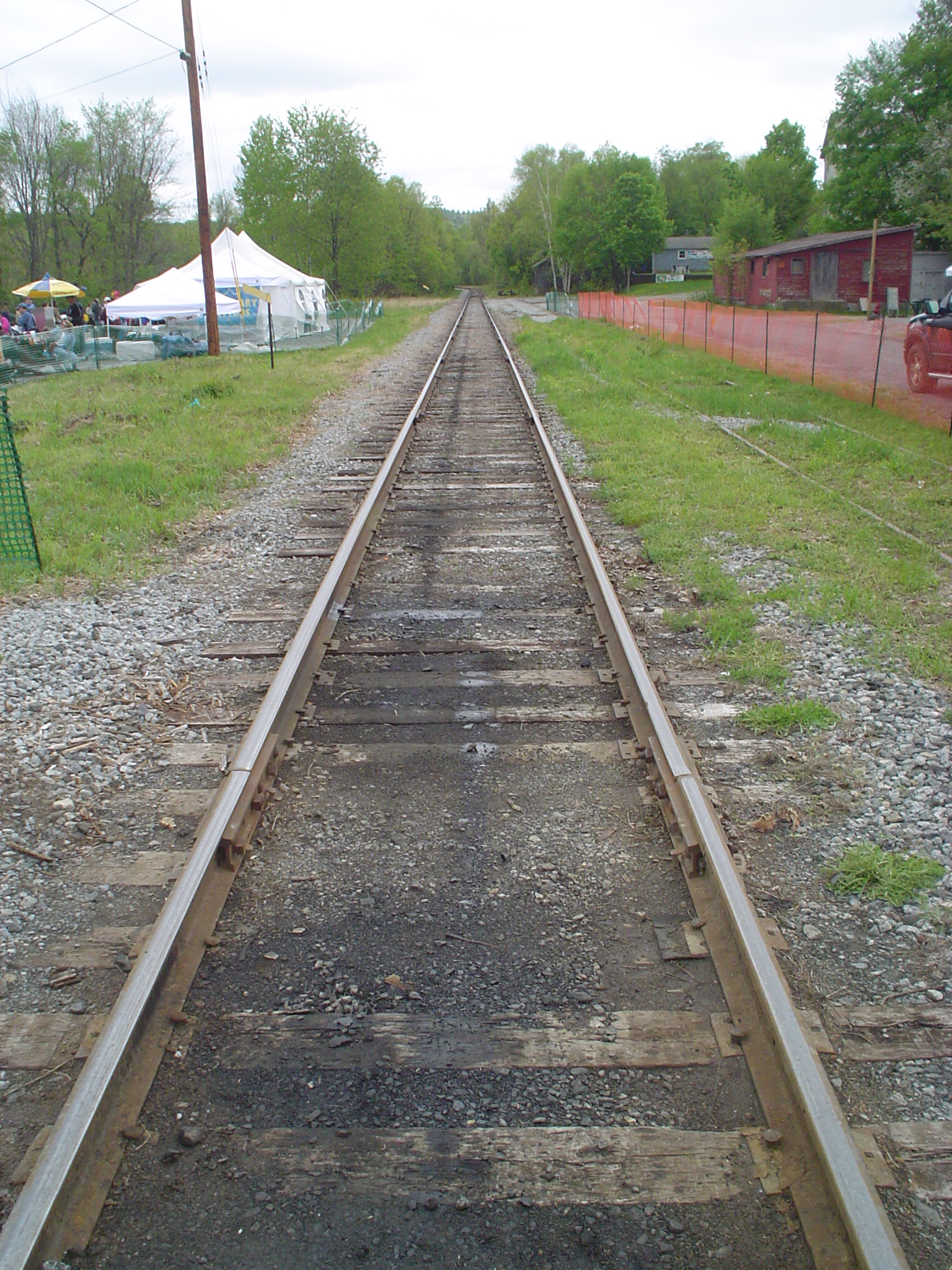
在透视投影中，平面上的平行线相交于地平线 上的消失点。

数学上，一个射影空间可以被看作是通过向量空间V的原点的直线的集合。V = R2以及V = R3的射影空间分别为实射影直线和实射影平面，其中 R表示实数域，R2表示有序实数对，R3表示实有序三元组。
射影空间的概念与透视投影有关。更确切地说，它与眼睛或照相机把3D场景投影到2D图像的方法有关。所有位于同一条投影直线（即与相机的入射瞳孔相交的"视线"）上的点被投影到同一个图像上的点。在这种情况下，向量空间为R3，相机的入射瞳孔位于原点，而射影空间与图像上的点对应。

## 动机
射影平面与中心投影
如上所述，射影空间被引入用于形式化陈述，例如“两条共面线恰好相交于一点，如果这两条线平行，则该点位于无穷远处”。透视研究提出了这样的陈述，透视研究可以被认为是三维空间在平面上的中心投影（参见针孔相机模型）。更准确地说，相机的入射光瞳或观察者的眼睛是投影的中心，并且图像形成在投影平面上。
从数学上讲，投影中心是空间中的点 O （图中坐标轴的交点）；投影平面（  P2图中蓝色）是不通过 O平面，当考虑笛卡尔坐标时，通常选择方程 z = 1的平面。然后，中心投影将点 P映射到直线 OP与投影平面的交点。当且仅当点 P不属于通过 O且与 P2平行的平面（  P1 ，图中为绿色）时，才存在这样的交点。
因此，经过 O直线分为两个不相交的子集：不包含在 P1中的直线，与 P2中的点一一对应；包含在 P1中的直线，与 P2中的平行线方向一一对应。这表明，将射影平面上的点（为清晰起见，此处称为射影点）定义为通过 O线。该平面上的一条射影线由通过 O平面内的所有射影点（均为线）组成。由于两个通过 O平面的交点是一条通过 O线，因此两条不同射影线的交点由一个射影点组成。平面 P1定义了一条射影线，称为 P2的无穷远线。通过将 P2中的每个点与相应的射影点等同起来，我们可以说射影平面是 P2与无穷远（射影）线的不相交并集。
由于具有特殊点 O的仿射空间可以与其相关的向量空间等同（参见Affine space § Vector spaces as affine spaces，前面的构造一般从向量空间出发，称为射影化。此外，可以从任意正维度的向量空间开始构建。
因此，维数 n的射影空间可以定义为维数 n + 1的向量空间中的向量线（一维向量子空间）的集合。射影空间也可以定义为与该向量线集自然对应的任何集合的元素。
这个集合可以是向量等价关系下的等价类集合，该等价关系定义为“一个向量是另一个向量与一个非零标量的乘积”。换句话说，这相当于将射影空间定义为已移除零向量的向量线集。
第三个等价定义是将维度 n的射影空间定义为维度 n的球体（在维度 n + 1的空间中）中的对映点对的集合。

## 介绍

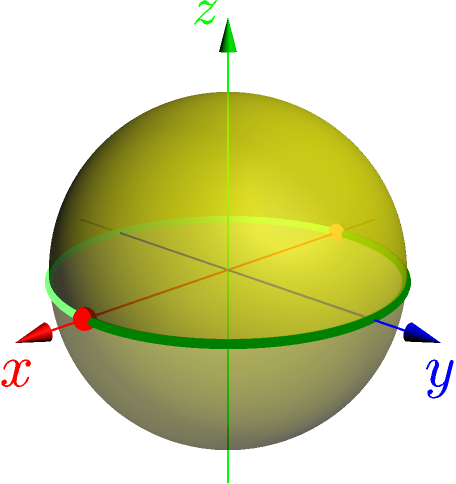
射影空间

如前文提到的，射影空间是一个把"平行直线相交于无穷远处"的描述进行形式化定义的几何对象。我们以下给出建构实射影平面 P2(R)的细节。如下三种定义等价：
1. R3中通过原点(0, 0, 0)的所有直线的集合。每条这样的直线与球心在原点、半径为1的球面恰好在两个点相交，即P = (x, y, z)与其对跖点 (−x, −y, −z)。
2. P2(R)也可以被描述为球面S2上的点，其中每个点P与其对跖点不进行区分。例如，点(1, 0, 0) (图中红色点)与点(−1, 0, 0) (浅红色点，因渲染关系颜色偏黄)等同。
3. 最后，另一种等价定义是R3 ∖ {(0, 0, 0)}的等价类，即不包含原点的三维空间，其中两个点P = (x, y, z)与P∗ = (x∗, y∗, z∗)等价当且仅当存在非零实数λ使得P = λ⋅P∗，即x = λx∗，y = λy∗，z = λz∗。射影平面的元素的通常写法，即R3中非零点(x, y, z)所对应的等价类，可以写成[x : y : z]。

最后一个公式即为齐次坐标。
在齐次坐标下，任意点[x : y : z] (z ≠ 0)等价于点[x/z : y/z : 1]。因此，射影平面可以分为两个不相交的集合：包含满足z ≠ 0的形如[x : y : z] = [x/z : y/z : 1]的点，以及形如[x : y : 0]的点。 后者可以再被类似地划分为两个不相交子集，即等价于[x/y : 1 : 0]的点集和形如[x : 0 : 0]的点集。在最后一种情况下，x必不为零，因为原点不属于P2(R)。这最后的一个集合即等价于点[1 : 0 : 0]。
从几何上看，第一个子集与R2同构（我们将在后面看到，这不仅仅是集合意义上的同构，也是流形意义上的同构），位于图中黄色的上半球（不包含赤道；等价地也可以说是下半球）。第二个子集则与R1同构，对应于绿色半圆弧（不包含两个标出来的端点；等价地也可以说浅绿色半圆弧）。最后，剩下的即为红色点或与其等价的浅红色点。

## 射影空间的公理定义
射影空间S可以被定义为满足如下公理的一个集合P（点集合）与一个P的子集的集合L（直线集合）：
- 每两个不同的点p和q恰好位于一条直线上。
- 维布伦公理：[2]如果a, b, c, d为不同的点，并且通过ab和cd的直线相交，那么通过ac和bd的直线也相交。
- 任意直线上至少有3个点。

最后这条公理排除了以下可约的情况：给定一组互不相交的射影空间，对任意位于两个不同的射影空间的点构造包含这两点的线，则这些射影空间的并仍满足前几条公理。更抽象地说，它可以被定义为一个关联结构 (P, L, I)，它包括点集P，线集L，以及声明哪些点位于哪些线上的关联关系I。

### 有限射影空间/平面

法诺平面

当射影空间的点集P只有有限个点时，该空间被称为有限射影空间。在任意有限射影空间中，每条线均包含相同的点数，于是可以定义空间的阶数为这个（共同的）点数减一。对于三维及以上的有限射影空间，韦德伯恩小定理意味着射影空间所定义在的商环必须是一个有限域，GF(q)，其阶数（即元素个数）为q （一个素指数）。